# Gobius fallax
Gobius fallax är en fiskart som beskrevs av Sarato, 1889. Gobius fallax ingår i släktet Gobius och familjen smörbultsfiskar. IUCN kategoriserar arten globalt som livskraftig. Inga underarter finns listade i Catalogue of Life.